# Sazomín
Sazomín (in tedesco Sasomin) è un comune ceco situato nel distretto di Žďár nad Sázavou, nella regione di Vysočina.